# Posición Shabak
La Posición Shabak es una técnica de interrogación extrema cuyo empleo por parte de algunos agentes del Shabak sobre sospechosos de origen palestino fue denunciada a la justicia de Israel en 1999. 
Según el contenido de la auto procesal abierto por las causas clasificada con las referencias HJC6539/95, HJC 5188/96 y HJC 7628/97 y el testimonio de ex-prisioneros palestinos detenidos en 1997, la posición implica forzar al sujeto a apoyar su espalda sobre un taburete corto o a una silla, tras lo cual se le atan los brazos y piernas por detrás y se cubre su cabeza con una bolsa o capucha; a continuación, se le hace escuchar ruidos sumamente fuertes, como música. El sujeto es abandonado en esta condición durante prolongados períodos, no permitiéndosele conciliar el sueño mientras dura el interrogatorio. 
Este tipo de práctica se añadió a la serie de denuncias de Amnistía Internacional de aplicación de torturas por parte de los organismos de seguridad en Israel.